# 納屋制度
納屋制度（なやせいど）とは、明治期の炭鉱における雇用制度。「飯場制度」と言う場合もあるが、これは石炭以外の鉱山における同様の雇用制度に対していう場合が多い。「タコ部屋」「監獄部屋」などと同じ意味の言葉として使われる場合もあるが、特に「納屋制度」と言った場合、筑豊炭田など九州の炭坑における同種の雇用制度について言う場合が多い。

## 概要
炭坑の事業主が「納屋頭」と「坑夫」を雇う。納屋頭は、坑夫の「募集」「雇い入れ」「繰り込み」「賃金の配分」などを担当し、あるいは、坑夫の炭坑における暮らしの面倒一切を見るという制度である。坑夫は会社ではなく納屋に所属する、一種の間接雇用制度である。
主に、家族持ち向けの小納屋と、単身者向けの大納屋が存在した。中納屋（大納屋の下請けに相当し、配下の坑夫を大納屋に「肩入れ」（就職の斡旋）する見返りに「斤先」（ピンハネ）をもらう）も存在した。差別に関係するが、特殊な納屋も存在した。
炭坑（ヤマ）には「圧制ヤマ」と呼ばれる厳しい掟があり、その掟に従わないものは納屋頭による制裁が加えられた。
麻生太吉（「筑豊御三家」と呼ばれる当時の炭坑王の一人）が経営する麻生の炭坑（上三緒炭坑・山内炭坑、後に合同して「芳雄炭坑」となる）で長く生活した山本作兵衛が当時の生活を記録しており、ユネスコによって「世界の記憶」に指定されている。山本作兵衛の父と兄は中納屋を経営（後に大納屋に発展）していた。
明治末より昭和初期にかけて、次第に解体された。
同じく圧制が敷かれた第二次大戦中の炭坑（作兵衛が「昭和の監獄部屋」と呼んでいる）と混同してはならない。

## 生活
納屋の管理は非常に厳しく、「嫌な人繰り 邪険の勘場 情け知らずの納屋頭」（ゴットン節）の歌が残る。「人繰り」とは納屋頭の部下で「繰り込み」（坑夫に入坑を督励すること）を担当する人で、坑夫の体調が悪くてもしばしば暴力的に坑夫を坑内に送り込んだ。「勘場」とは納屋頭の部下で坑夫に対して前借金の貸し付けや金銭の授受を担当する人であった。また、納屋頭の部下で炭坑夫を取り締まる「取締り」なども存在した。いずれも納屋頭と親分子分の強い関係で結ばれていた。賃金に関しては、納屋頭が坑夫の賃金を坑夫の出炭高に応じて炭坑会社から一括して受け取り、それを坑夫に分配する役目を担っており、その際に納屋頭が約10％を「斤先」という名目でピンハネした。坑夫を多く抱え、坑夫に多く稼がせるほど納屋頭は儲かった。
給料は現金ではなく「キップ」（「炭券」「炭坑札」などとも言う）で貰った。これは会社が発行した一種の独自通貨で、炭鉱会社のマークや朱印が入っていた。炭坑（ヤマ）に併設された「売勘場」（炭坑直営の売店）でしか利用することができなかったので、坑夫のケツ割り（逃亡）やヤマカエ（移籍）を防止する役目を果たした。売勘場の商品の価格は基本的に市価より高めだったが、キップはこの店でしか使えず、文句を言うと売ってもらえないので、泣き寝入りするしかなかった。キップを現金と引き換えることもできたが、割高な手数料を取られた。
山本作兵衛の『炭鉱に生きる』では、坑夫の子として生まれ、「非常」（事故）がいつ起きるか分からない「モグラ生活」が嫌になって他の食い扶持を探しながらも、結局食うために坑夫をせざるを得なかった人生が記されている。

## 住居
幼少期の山本作兵衛が住んでいた、1899年当時の上三緒炭坑の納屋を例に挙げると、上三緒炭坑における納屋は、職員向けの住居と、坑員向けの住居があった。
職員向けの住居は、坑長の瓦葺の舎宅、幹部向けの玄関付き長屋、平職員（役人）向けの玄関のない藁葺の二間の長屋があった。坑員向けの住居は、世帯持ち坑夫に割り当てられた小納屋と、独身坑夫に割り当てられた大納屋に分かれていた。
小納屋は、長屋一棟が十余戸に分かれた棟割り長屋で、片木葺きである。一戸分は間口九尺、奥行き二間で、四畳半一間、土間は一間半。家族の多い家では四畳半一間は狭く、6人家族であった作兵衛の家など、家族の多い家は土間にむしろを敷いて寝たという。
大納屋では、一戸建てで、独身坑夫が納屋頭とその家族、納屋頭の腹心の部下らと集団生活をしていた。納屋制度時代の坑夫はいつ死ぬか分からないので刹那的な生き方になりがちで、特に大納屋の坑夫は独身なのもあって博打と喧嘩に明け暮れていた。

## 被差別部落民の納屋
明治時代より、通常の納屋とは別に被差別部落民の納屋が存在し、特殊な名前で呼ばれていた。明治時代より、職工・役人と納屋の坑夫の間には差別があったが、通常の納屋と被差別部落民の納屋の間でも差別があり、賃金も風呂も別々であった。
しかし山本作兵衛の『雑記帳』によると、（作兵衛のいた飯塚では）大正時代前期の水平社運動によって、住居の区別も「特種風呂」も廃止されたとのこと（作兵衛は当時タブーとされた被差別部落民の事も記録しており、絵画としての価値だけでなくこの「記録」としての価値の高さが、作兵衛の作品が「ユネスコ世界の記憶」に指定されている理由である）。作兵衛の『入浴』には、差別なく混浴する人々の姿が描かれており、作兵衛の展覧会でも人気が高い絵の一つとのこと。

## 制裁

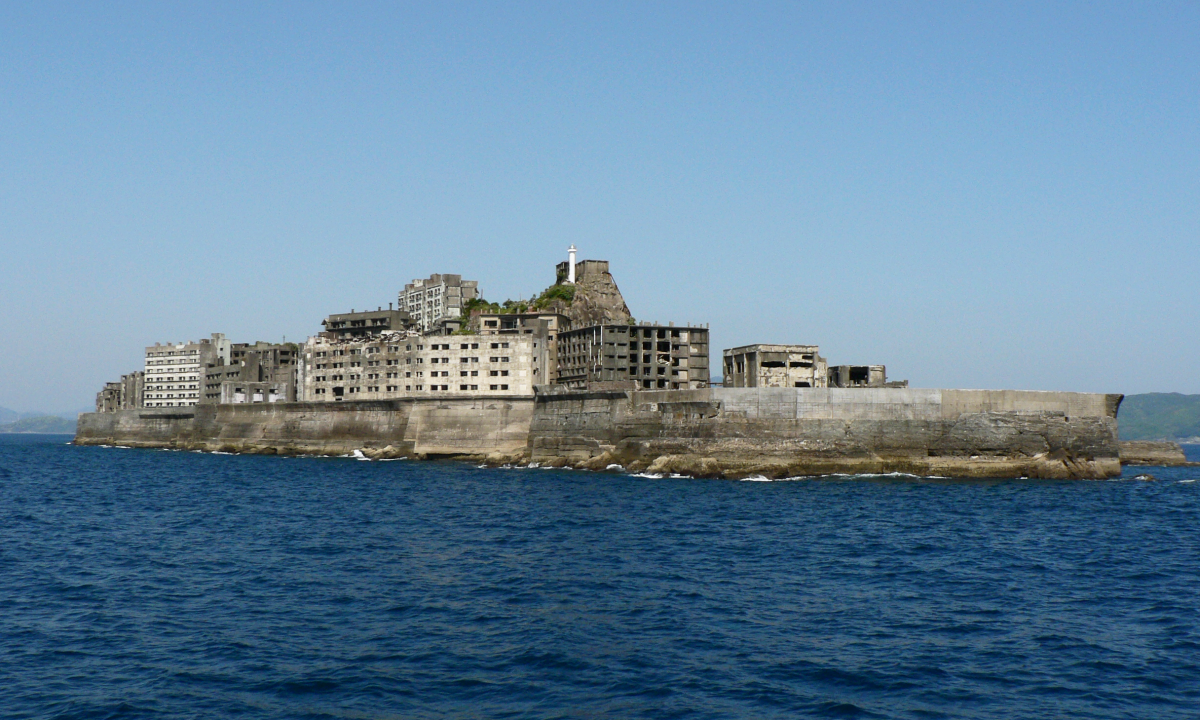
「軍艦島」の通称で知られる端島（長崎県長崎市）の三菱端島炭坑。離島の炭坑は圧制が敷かれる「圧制ヤマ」になりがちで、近隣の高島（三菱高島炭坑、長崎県長崎市)、崎戸島（三菱崎戸炭鉱、長崎県西海市）とともに「一に高島、二に端島、三で崎戸の鬼ヶ島」とうたわれた。

盗人、賭博、喧嘩、ケツ割り（逃亡）、姦通、汁かけ飯など、炭坑（ヤマ）の掟に従わないものには制裁が行われた。山本作兵衛も制裁の絵を多く残しており、少年時代の作兵衛の「楽しみの一つであった」と書き記している。なお、作兵衛は「りんち」「ミセシメ」と称している。特に離島はケツワリ（逃亡）が困難、警察の介入も困難なので掟が非情で、「一に高島、二に端島、三で崎戸の鬼ヶ島」の歌が残る。
筑豊における制裁の内容は「サガリ蜘蛛」と「キナコ」が多かったという。
「サガリ蜘蛛」とは、後ろ手に縛り上げて天井の梁から吊るして杖で殴る。
「キナコ」とは、両手両足を縄で縛って土間に座らせ、頭から水をかけ、棒で叩く。あまりの痛さに土間を転げまわって土埃が全身にこびりつくため、あたかもキナコ餅のようになったという。
「汁かけ飯」とは、白飯の上に味噌汁をかけたもの。炭坑労働者はこれを非常に嫌っており、それを知らずにご飯に味噌汁をかけた者には制裁が加えられた。「味噌が付く」「崩落を連想する」からとも言われる。
肥前高島炭鉱の掟では「姦婦制裁」として、女性を見せしめのために裸にして、キの字の台に磔にして道端に設置し、通行者は誰でも女性の局部に備え付けの鞭で一ムチ当てねばならなかったとのこと。なお、これはあくまで山本作兵衛の伝聞を元にした想像図であり、実際に当時このようなことが行われていたかは不明である。高島はその「圧制ヤマ」が雑誌『日本人』にルポされて社会問題となり、警察の介入を招いて1897年に納屋制度が廃止された。

## 解体

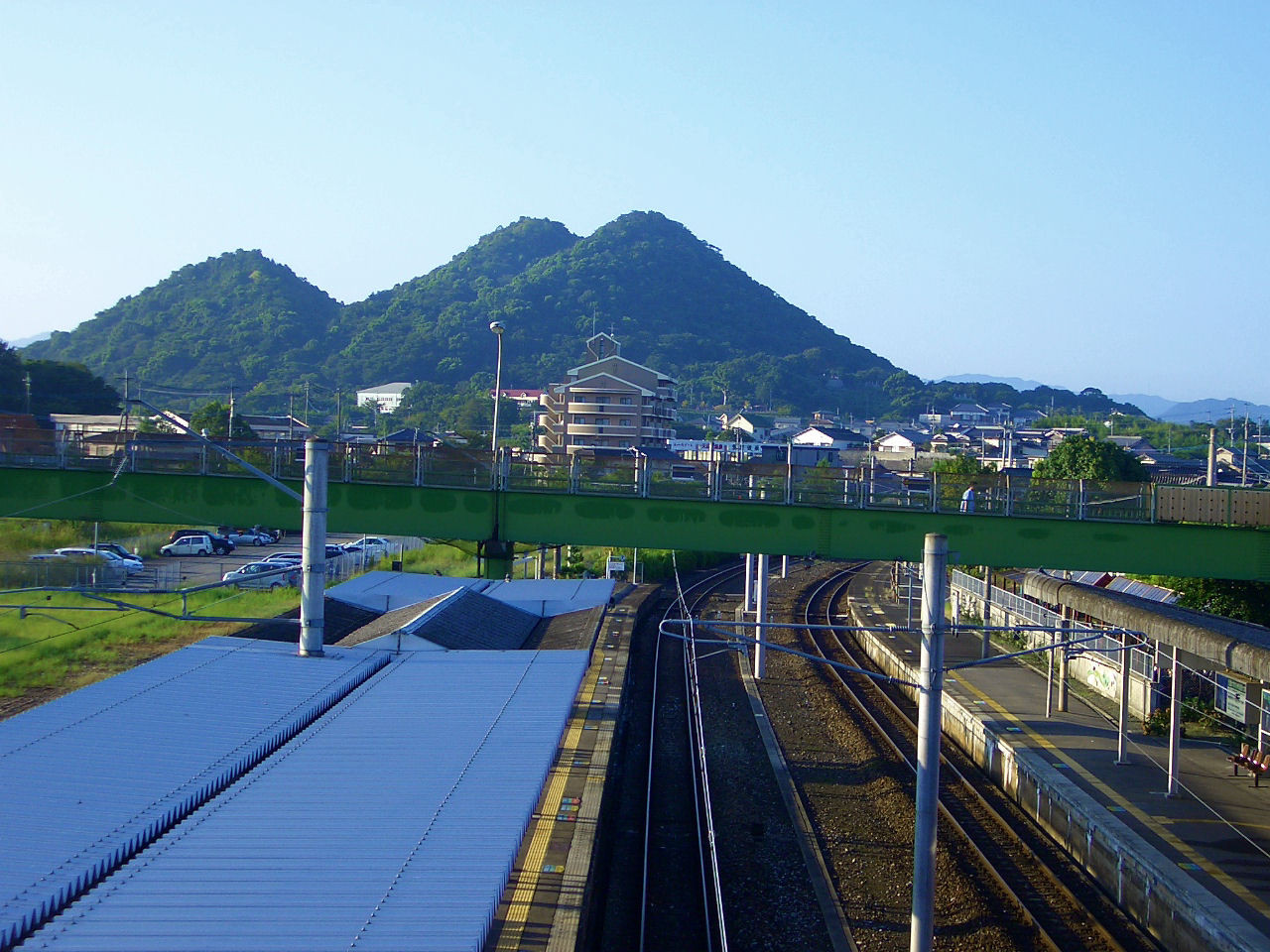
住友忠隈炭鉱（福岡県飯塚市）のボタ山。1918年（大正7年）9月3日、山本作兵衛の兄である山本五郎が上三緒炭坑（福岡県飯塚市）のボタ山で数十本のダイナマイトを爆発させて炭坑会社（麻生）に圧力をかける事件があり、これをきっかけに山内炭鉱（福岡県飯塚市）など近隣の炭坑でも労働環境の改善と納屋解体の動きが進んだ。住友忠隈炭鉱でも1929年(昭和4年)に納屋が廃止された

炭鉱と言う過酷な労働環境に、納屋頭が暴力で労働者を送り込むという、「労働力の確保」という点で明治期の筑豊の炭坑を支えた納屋制度であるが、坑夫は納屋頭に制御されており、会社で坑夫を直接制御できないことが採炭会社にとっては大きな問題であった。納屋同士で確執が起きる場合もあり、特に1897年に田川採炭会社で起こった、江口と伊豆丸両大納屋による「会社の喧嘩」では、納屋の屋内にダイナマイトを投げ込むなどして坑夫に多数の死傷者を出し、採炭が3日ストップするなど会社にとっても大きな痛手となった。そのため、田川炭鉱の経営を受け継いだ安川敬一郎が、納屋制度の解体に着手する。
1899年、安川が経営する明治炭坑第一坑で納屋制度を廃止し、会社の直轄に切り替えたのが最初である。しかし安川らは田川炭鉱の納屋を解体することができず、経営方針を巡って混乱し、最終的に三井に譲渡した。三井は納屋頭らの激しい抵抗にあいながらも1902年に田川炭鉱の納屋を廃止した。しかし、明治・三井以外の炭坑では納屋制度の廃止はあまり進まなかった。
しかし炭鉱資本家（三井・三菱などの中央資本、および安川などの地場資本）が自力で坑夫の募集や管理ができるほどに力をつけるに従って、納屋頭の力を借りる必要はなくなっていった。また資本力のある大手の炭坑では明治末より機械の導入が進み、手作業による採算性の悪さを収奪でカバーする非人間的な納屋制度は廃止する方向であった。さらに、労働運動の激化により、労働組合が会社に対して納屋制度の廃止を訴える運動を起こしたり、納屋が会社に対して労働環境の改善を訴える運動を起こしたりもするようになった。例えば麻生では、1918年の米騒動の際に、上三緒炭坑のボタ山で何者かが数十本のダイナマイトを破裂させて会社に圧力をかける事件があり（山本作兵衛が『上三緒炭坑でのダイナマイト爆発』として絵にしている。実は作兵衛の兄である五郎の率いる大納屋が仕掛けたものであったが、五郎は証拠不十分により3か月で釈放された。入獄中は仲間からの差し入れが届いており、五郎は「ご馳走を食うために入獄したようなもんばい」と豪語）、その翌日に作兵衛のいる山内炭鉱でも手当が倍近くになり、翌年の1919年には「キップ」を廃止して給料が現金払いになる、と言うことがあった。そのため1900年代（明治末）から1940年代（昭和初期）にかけて、まず大手の炭坑から納屋制度の解体がしだいに行われた。
第一次大戦後の戦後恐慌の時代（1920年-）においては、労働運動の激化によって労使協調が行われ、企業による福利厚生の整備が進んだ。また不況に対応するために技術革新による産業合理化・人員整理が行われ、労働環境の向上と合理化が同時に進んだ。特に1922年（大正11年）に国会で納屋制度廃止の議決が行われたのをきっかけに納屋制度の廃止が進んだ。移行期には直接雇用制度と納屋制度を併用したり、納屋頭ではなく会社が納屋を直轄する「直轄納屋」などが試みられながら、筑豊の納屋制度は次第に解体され、会社が坑夫を直接雇用する制度となった。劣悪な住居であった「納屋」も、会社が設立した社宅である「炭鉱住宅」に次第に置き換えられた。
一方、中小の炭坑では第二次大戦の終戦まで納屋制度が続くか、会社の経営者が事実上の納屋頭として坑夫に圧制を敷いた。離島は特に非情で、その例として西表炭坑などがある。また「軍艦島」の名称で知られる三菱端島炭坑では、1941年（昭和16年）に納屋制度が廃止された後、納屋に朝鮮人労働者を収容したため、2015年に端島が世界遺産に登録される際に韓国が反対し、外交問題になった。

## 関連項目

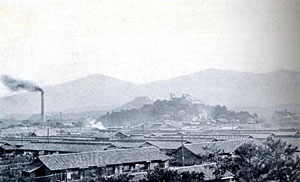
麻生吉隈炭坑（福岡県桂川町、1933年）。1936年1月25日に火災が発生し、報道された死亡者29人のうち25人が朝鮮人だった。1985年、再開発の際に無縁墓地の跡地と思しき場所から国籍不明の遺骨504体が発掘された。この中に朝鮮人が含まれる可能性をハンギョレ新聞が報道するなど、麻生太郎外務大臣時代の2005年11月、韓国との間で国際問題となり、2006年2月28日に6体が韓国に返還された。一方で欧米では、吉隈炭坑は第二次大戦中に福岡俘虜収容所第26分所の戦争捕虜が強制労働に従事させられた炭坑として知られており、2009年には元オーストラリア人捕虜が麻生太郎総理大臣に対して謝罪を求める事件があった

## 参照
1. ↑  『炭坑の絵師　山本作兵衛』、宮田昭、2016年、p.61
2. ↑  『炭坑の絵師　山本作兵衛』、宮田昭、2016年、p.26
3. ↑  『炭坑の絵師　山本作兵衛』、宮田昭、2016年、p.167
4. ↑  『地の底の笑い話』、上野英信、岩波新書、1967年
5. ↑  『炭坑の絵師　山本作兵衛』、宮田昭、2016年、p.43
6. ↑  『軍艦島の生活＜1952／1970＞:住宅学者西山夘三の端島住宅調査レポート』 ＮＰＯ西山夘三記念すまい・まちづくり文庫、2015年、p.125